# 繁昌经济开发区
繁昌经济开发区，是中华人民共和国安徽省芜湖市繁昌区下辖的一个省级经济开发区，位于繁昌区城北新区，规划面积10.54平方公里，远期规划28.7平方公里，建成区面积约7平方公里。2016年10月，与原横山公共服务中心合并，整合后总面积28.9平方公里，其中园区规划面积10.54平方公里，远期规划28.7平方公里，户籍人口1.86万。

## 行政区划
繁昌经济开发区下辖以下地区：
横山社区、西街村、新合村、横山村、横东村、枣园村和三元村。